# 영 스튜디오
《영 스튜디오》는 대한민국의 KBS에 1984년 4월부터 1986년 10월까지 방송됐던 교양 프로그램이다.

## 기획 의도
21세기를 앞둔 미래 주인공인 청소년들을 위해 자신의 의사전달 능력 배양, 쾌할한 성격 조성, 사실에 대한 원인 조사분석 능력고양, 예술과 문학에 대한 안목 배양, 특수능력 개발 등을 통하여 자신에 대한 미래목표 비전을 갖게하여 청소년의 미래상을 정립 제시.

## 방송 시간
- KBS 2TV - 1984년부터 1985년까지 매주 월 ~ 금요일 저녁 시간대
- KBS 2TV - 1985년부터 1986년까지 매주 월요일 저녁 시간대

## 역대 진행자
- 송지헌
- 박영호

## 같이 보기
- 청소년